# Revenu moyen par client
Le revenu moyen par client (en anglais Average Revenue Per User ou ARPU) est le chiffre d'affaires mensuel moyen réalisé par une entreprise avec un client. C'est une donnée financière utilisée par les opérateurs de télécommunication mais peut être appliquée à l'ensemble d'une activité d'une entreprise ou à un produit particulier.

## Définition
Les périmètres du revenu moyen par client ne sont ni standardisés, ni légalement définis; en conséquence, ils varient suivant la société; certains prennent en compte l'itinérance, par exemple.
En France, l’autorité chargée des télécommunications (l'Arcep) publie des indicateurs de facture moyenne mensuelle par abonnement.